# Європейська екологічна позначка
Європейська екологічна позначка, заснована Регламентом Ради (ЄС) від 23 березня 1992 року, може застосовуватись у всіх країнах Європейського Союзу та у Швейцарії після переговорів та схвалення ряду технічних характеристик (проголосовано кваліфікованою більшістю представників держав-членів та опубліковано в OJEC).

## Мета
Він має на меті: "сприяти розробці, виробництву, маркетингу та використанню продуктів з меншим впливом на навколишнє середовище протягом всього їх життєвого циклу" та "краще інформувати споживачів про вплив продукції на навколишнє середовище, не погіршуючи безпеку продуктів або працівників, або суттєво впливаючи на якості, які роблять продукт придатним для використання".
Він заснований на "глобальному підході", системному, який передбачає аналіз життєвого циклу (АЖЦ) продукту, його виготовлення (вибір сировини включно) до його утилізації чи переробки через його розподіл та споживання і використання. Таким чином, кожен вид продукції повинен відповідати списку чітких норм, які враховують весь життєвий цикл продукту (сировина, розподіл, споживання та переробка). На прохання держав-членів Європейська екомарка виключена зі сфери її застосування: агропродовольчі товари, напої та фармацевтичні препарати.

## Умови присвоєння
На даний момент існує 53 категорії продуктів та послуг, які можуть бути екологічно позначені.

### Туристичні послуги
- Місця проживання туристів: готелі, мотелі, квартири-готелі, пансіонати, будинки відпочинку, гуртожитки, гірські будинки, гостьові будинки, орендовані будівлі.
- Кемпінги.
- Відвідувані місця.

### Продукти
Щоб отримати етикетку, виробник повинен 
- відповідати списку вимог (такий продукт повинен мати характеристики, які дозволять йому зробити суттєвий внесок у покращення основних екологічних аспектів),
- платити близько 300 та витрати на документи,
- здійснювати плату(відсоток річних продажів поміченого продукту в межах ЄС).

Для кожної категорії товарів визначаються специфічні екологічні критерії, "впроваджені критеріями, визначеними Комітетом з екологічного маркування Європейського Союзу".

## Нововведення
"Критерії екологічної безпеки та відповідні вимоги щодо оцінки та перевірки" переглядаються "у зручний час до кінця діїс строку критеріїв, встановлених для категорії відповідних продуктів", зокрема для врахування будь-яких нових наукових даних та ринкових змін (нові матеріали, нові вистави тощо). 
Наприклад, екологічна таблиця для "твердих підлогових покриттів" (під кодовим номером "021") - це плитка або настили з натурального каменю, теракоти, кераміки, бетону або "агломерованих каменів", що використовуються в приміщеннях або ззовні без особливої структурної функції, був переглянутий у 2009 році (але з перехідним періодом, що дозволяє виробникам зберігати мітку, доки вони не враховуватимуть нові критерії), а нові критерії замінять рішення Рішення 2002 / 272 / ЄС. Мітка може бути нанесена на настінні покриття, якщо вони виробляються за таким же виробничим зразком та з аналогічних матеріалів.

## Приклади критеріїв
У наведеному випадку "твердих поверхонь" (підлог та стін) рішення передбачає наступні критерії:
- менший вплив на середовища існування та їх ресурси,
- зниження енергоспоживання
- зменшення викидів токсичних або забруднюючих речовин,
- зменшення використання небезпечних речовин (у матеріалах та готових продуктах);
- безпека та відсутність ризику для здоров'я в межах життєвого середовища,
- поширення інформації, що дозволяє споживачеві ефективно використовувати продукт та зменшити його загальний вплив на навколишнє середовище.

Для кожного з цих критеріїв повинні бути зазначені та гарантовані вимоги щодо оцінки та перевірки з відповідними методами випробувань та, якщо це можливо, виконуваними належним чином акредитованими лабораторіями або відповідними загальним вимогам EN ISO 17025.

## Приклади екологічно чистих видів продукції
На початку 2006 року вже були позначені наступні вироби: лампи, електричні трубки, пральні машини, посудомийні машини, холодильники, морозильники, ксерокопіювальний папір, паперові рушники, туалетний папір, кухонний папір, підлогове покриття, матраци, фарби та лаки для інтер'єру, взуття, персональні комп'ютери, текстильні вироби, мийні засоби.

## Нестача етикетки
Композиції (якісні та кількісні) певних виробів не підтверджені, вони покладаються на добросовісність виробників.
Більше того, продукти містять інгредієнти, що шкідливі для навколишнього середовища, навть за наявності альтернатив.

## Див.також
Комісія та Європейський Союз також розробили та підтримали регулювання EMAS (екологічного аудиту), що трохи ближче до серії ISO 14000(екоменеджмент).

### Статті на тему
- Етикетка
- Екомаркування
- Екосертифікація
- Екологічна оцінка
- Тривалий розвиток

## Зовнішні посилання
- ec.europa.eu/environment/ecolabel/ — офіційний сайт «Європейська екологічна позначка».
- Опис екологічної марки в Швейцарії. [Архівовано 11 серпня 2018 у Wayback Machine.]
- Офіційний вебсайт екологічних довідників у Франції. [Архівовано 10 січня 2019 у Wayback Machine.]